# Сражение при Паредоне
Сражение при Паредоне (исп. Batalla de Paredón) — одно из сражений во время Мексиканской революции, произошедшее 17 мая 1914 года между Северной дивизией войск конституционалистов и войсками президента Мексики генерала В. Уэрты.
После победы при Торреоне лидер конституционалистов Карранса приказал Панчо Вилье повернуть свои силы на восток и помочь Пабло Гонсалесу взять столицу штата Коауила Сальтильо. Северная дивизия стала наступать вдоль железнодорожной линии, преследуя войска генерала Веласко, которые, отступая, разбирали рельсы, чтобы вывести из строя железную дорогу и задержать революционные войска. Федералы смогли на неделю задержать вильистов у Сан-Педро-де-лас-Колониас, но после потери этого города вынуждены были отступить дальше на восток, к Паредону и Сальтильо, где стали готовить оборонительные рубежи. Из оставшихся 17 000 человек основные силы находились у Сальтильо и Рамос-Ариспе, а в Паредоне, севернее, был арьергард из 5000 федеральных солдат под командованием генерала Игнасио Муньоса. Чтобы не допустить подхода войск Вильи поездами, в каньоне Хосефа, между Паредоном и станцией Амаргос, на протяжении 9 километров была разрушена железная дорога.
Панчо Вилья отправил генерала Торибио Ортегу с бригадой на станцию Зертуче, между Паредоном и Рамос-Ариспе, чтобы отрезать федералам путь к отступлению, в то время как 6000 человек пехоты и кавалерии, высаженные с вагонов, двинулись через каньон Хосефа. Артиллерия (36 орудий Фелипе Анхелеса) шла за кавалерией. Подойдя на небольшое расстояние к позициям противника, Вилья приказал своим шести конным бригадам броситься в атаку на федералов.
17 мая, в 10:30 утра, уэртисты внезапно обнаружили наступающие на них колонны Вильи и открыли артиллерийский огонь. Вильистская кавалерия прорвала плохо укрепленные позиции противника и обрушилась на его тыл. Одна бригада прорвалась к командному пункту и складам боеприпасов. В этих условиях федералы уже не могли противостоять удару конституционалистов, их силы рассеялись, многие пытались бежать, в том числе и командиры. Генерал Игнасио Муньос погиб во время бегства. Тридцатиминутная атака была настолько стремительной, что вильистская артиллерия Фелипе Анхелеса не успела сделать ни одного выстрела для поддержки атакующих.
Федеральная дивизия был полностью уничтожена. 3000 винтовок, 10 пушек, обозы и боеприпасы попали в руки победителей. Две тысячи федеральных солдат разбежались. Гарнизон Сальтильо, узнав о разгроме арьергарда, быстро покинул город, и 21 мая 1914 года туда вошли войска Панчо Вильи.
В результате победы при Паредоне весь север Мексики оказался в руках конституционалистов, и они могли, закупив американское оружие, направить свое наступление на юг, на столицу страны.